# Félix-Joseph de Hemptinne
Félix-Joseph De Hemptinne of Dehemptinne (Jauche, 20 februari 1783 - Gent, 3 juli 1848) was een Gents textielfabrikant.

## Levensloop
Hij was de zoon van Jean-Lambert De Hemptinne en Jeanne Françoise Drouin. Hij trouwde op 2 augustus 1815 in Gent met Henriette Lousbergs, de dochter van de textielfabrikant Hubert Lousbergs. Hun kinderen waren Charles, Marie, Henri, Joseph, Jules en Louise.
Na zijn huwelijk verhuisde hij naar Gent en hervatte hij, na de dood van zijn stiefvader en van zijn schoonbroer Henri Lousbergs in 1827, hun katoenbedrijf en stichtte vervolgens de "SA de la Lys" nadat hij na de dood van zijn andere schoonbroer Ferdinand Lousbergs in 1859 al hun industrieel erfgoed had geërfd. 
Hij behoorde in Gent tot de orangistische vrijmetselaarsloge 'Les Vrais Amis'.
Zijn broer Auguste-Donat De Hemptinne (1781-1854), was apotheker en hoogleraar aan de ULB.
Hij was provincieraadslid en bestendig afgevaardigde van Oost-Vlaanderen.
In 1838 richtte hij een belangrijke vlasspinnerij op in Gent, die Société Linière de La Lys (de Leie) heette, naar de rivier waar toen veel vlas in werd geroot en waarlangs de fabriek gevestigd was. Deze werd uitgebreid met een katoenfabriek. Na enkele jaren werkten hier 3000 arbeiders. De fabriek was gevestigd in een zeer groot gebouw dat zes verdiepingen telde. In hetzelfde jaar werd, door een concurrent, La Gantoise opgericht, een fabriek van vergelijkbare grootte.
Het gebouw De Direkteurswoning aan de Opgeëistenlaan 2 te Gent, nu een meubelzaak, en een transformatorhuis in de Groene Vallei van Jan-Albert De Bondt zijn de enige restanten van dit industrieel verleden. Felix de Hemptinne heeft wel een talrijk nageslacht. Zijn zonen werden tegen het einde van de negentiende eeuw in de erfelijke adelstand verheven.